# Большая Пунья
Большая Пунья — река в России, протекает в Подосиновском районе Кировской области. Устье реки находится в 90 км по левому берегу реки Пушма. Длина реки составляет 10 км.
Исток реки находится на возвышенности Северные Увалы в 4 км к югу от посёлка Скрябино близ границы с Опаринским районом. Генеральное направление течения в верхнем течении - север, в нижнем - северо-запад. В среднем течении протекает по западной окраине посёлка Скрябино. Впадает в Пушму у нежилой деревни Тчанниково в 5 км к северо-западу от Скрябина.

## Данные водного реестра
По данным государственного водного реестра России и геоинформационной системы водохозяйственного районирования территории РФ, подготовленной Федеральным агентством водных ресурсов:
- Бассейновый округ — Двинско-Печорский
- Речной бассейн — Северная Двина
- Речной подбассейн — Малая Северная Двина
- Водохозяйственный участок — Юг
- Код водного объекта — 03020100212103000011375